# Покумтуки
Покумтуките (на английски: Pocumtuc) са северноамериканско индианско племе, което в началото на колониалния период живее в долината на река Кънектикът в западен Масачузетс, на юг до границата на Кънектикът и на север в южен Върмонт и югозападен Ню Хемпшир. Говорят алгонкински R – диалект, близък с езиците на мохиканите и матабесиките.

## Население
Покумтуките са едно от водещите племена в южна Нова Англия преди контакта с европейците. През 1600 г. вероятно наброяват около 5000 души. В резултат на многото войни с ирокезите и английските колонисти, населението им бързо намалява. Войните обаче не взимат толкова жертви, колкото новите болести донесени от белите.

## Култура
Малко се знае за покумтуките преди европейския контакт. Предполага се, че начина им на живот е подобен на живота на останалите алгонкински племена в южна Нова Англия. Полууседнали земеделци, покумтуките живеят в един от най-плодородните райони. Родината им също така е богата на дивеч, а река Кънектикът им осигурява изобилие от риба. Заради постоянната война с мохоките, повечето им села са силно укрепени и за по-голяма сигурност са свързани помежду си в слаба конфедерация. По различно време към конфедерацията се присъединяват различни групи от съседните им племена. По принцип обаче, всяко село в рамките на конфедерацията е независимо, управлявано от собствен вожд и съвет. По време на война, две или повече села се обединяват под ръководството на върховен вожд, който е избиран заради личните му качества. Основно, конфедерацията покумтуки се състои от свързани помежду си културно, социално и политически села, които говорят общ език:
- Агоуам (Агоуоме, Ноюсет) – в района на днешния Метро център Спрингфилд – Масачузетс
- Маяуог – в района на днешния Уест Съфийлд – Кънектикът.
- Намерок – близо до днешния Енфийлд – Кънектикът.
- Нонотук – в района на Нортхяптън – Масачузетс.
- Норуотук (Налуотогу, Норутук) – до днешния Хадли – Масачузетс.
- Пачасок – в района на Уест Спрингфилд – Масачузетс.
- Покумтук (Покомтук, Покутук, Покамтакук) – в района на Диърфилд – Масачузетс.
- Скитико (Скитко) – на изток от Енфилд – Кънектикът.
- Скуоукеаг (Скуоег) – близо до Нортфилд – Масачузетс. Понякога се класифицират към нипмук.
- Уороноко (Уаранок, Уороанок, Уоронок, Уороноак) – в района на днешния Ръсел – Масачузетс.

Често към конфедерацията се присъединяват матабесиките, живеещи в северен Кънектикът като нюаше (ноуас), пескантук (пескеомскут), покуонок и сикаог (сокиог, сукианг).

## История
Конкуренцията между мохок и мохиканите за контрола над планинския район между реките Хъдсън и Кънектикът съществува много преди идването на европейците. Свързани с мохиканите чрез общ език, покумтуките са въвлечени в този конфликт като техни съюзници. Пристигането на холандците на река Хъдсън през 1610 г. още повече утежнява положението в района. Тъй като всички имат огромно желание да търгуват, холандците успяват да договорят примирие между племената. След няколко години обаче войната отново е възобновена и търговията става невъзможна. Този път на холандците им трябват цели 7 години, докато успеят да уредят отново примирие. В годините на мир, мохиканите се опитват да отворят нови търговски пътища на север с алгонкините и хуроните в долината на Сейнт Лорънс, за да избегнат посредничеството на мохоките в търговията им с холандците. Разярени от опита за търговия на мохиканите с враговете им, мохоките нападат отново мохиканите през 1624 г. Покумтуките отново участват в тази война като съюзници на мохиканите. През 1628 г. мохоките успяват да победят и принуждават мохиканите да се оттеглят на изток от река Хъдсън. След победата, мохоките насочват вниманието си към съюзниците на мохиканите. Първо, през 1629 г. те нападат селата на сококите. Покумтуките са защитени до известна степен, тъй като между тях и ирокезите са разположени селата на мохиканите. Положението се променя, когато за района започват да спорят англичаните и холандците. До този момент (1630 г.), покумтуките са сравнително изолирани от директен контакт с европейците. През 1633 – 1635 г. голяма епидемия от едра шарка помита цяла Нова Англия. Около 500 покумтуки умират от болестта. От 1633 г. английските търговци започват да посещават редовно река Кънектикът и основават първия постоянен търговски пост близо до Уиндзор – Кънектикът, на място, където се прихващат всички кожи пътуващи по реката за холандците в долното течение. За да отговорят на конкуренцията, холандците построяват нов пост в Хартфорд. Англичаните контрират с построяването на крепост в Сейбрук и холандците са отрязани. Постепенно англичаните започват да завземат долината на Кънектикът. През 1636 г. хората от Агауам продават първото парче земя на англичаните. На тази земя е построен нов търговски пункт. След разгрома на пекуотите през 1637 г., господстващо племе в региона стават мохеганите. За да не попаднат под тяхна власт, през 1640 г. покумтук се съюзяват с нарагансетите и тунксис – матабесик. Този съюз обаче не могъл да се противопостави на мохеганите, които имат подкрепата на англичаните. До 1643 г. мохеганите се справят с нарагансетите и налагат властта си над матабесиките в западен Кънектикът. Същевременно европейските сили в региона се опитват да привлекат на своя страна местните. В резултат на това племената са въоръжени добре и насилието между тях ескалира. След Войната уапинга (1643 – 1645), много оцелели индианци от нея се придвижват на север и се присъединяват към покумтуките. Разгрома на хуроните приз зимата на 1649 г. нарушава равновесието на силите в Северна Америка. Французите губят своя най-добър партньор и съюзник и за да се противопоставят на ирокезите бързат да организират съюз с покумтуките, сококите, пенакуките и мохиканите. Целта е този съюз да защитава френските селища и интереси в региона. Новият алианс успява да спре настъплението на ирокезите, но само защото те са ангажирани във война със саскуеханок на юг. След като се справят със саскуеханок през 1655 г. ирокезите се насочват към враговете си на изток в Нова Англия. През 1658 г. уговорени от холандците, мохиканите сключват мир с мохоките и се оттеглят от алианса, оставяйки пенакуките, сококите и покумтуките да се бият сами с ирокезите на запад и с мохеганите на изток. До 1660 г. войната достига до абенаките в Мейн, а до 1662 г. и до пенобскотите. До лятото на 1663 г. покумтуките се опитват с посредничеството на холандците да сключат мир, но безуспешно. През лятото на 1663 г. голяма военна част мохоки и сенеки атакуват главното им село близо до форт Хил (Диърфилд – Масачузетс). Нападението няма голям успех. Повече от 200 ирокези са убити, но и покумтуките понасят тежки загуби. Пенакуките и сококите изпращат подкрепления на своите съюзници, но до пролетта на 1664 г. Форт Хил е изоставен. Същевременно покумтуките се опитва да сключи директно с мохоките мир, но съюзниците им са против. Когато мохоките възобновяват нападенията, покумтуките са принудени да се откажат от по-голямата част на долината на река Кънектикът в Масачузетс. Междувременно англичаните завземат Ню Йорк от холандците и сключват договор за търговия и приятелство с мохоките. Непритеснявани вече от англичаните, ирокезите помитат сококите и пенакуките на изток. До 1670 г. ирокезите прогонват почти всички племена от западна Нова Англия, а същевременно английските селища се разпространяват бавно нагоре по река Кънектикът, където все още живеят малки популации покумтуки. Много от тези покумтуки се присъединяват към Войната на крал Филип през 1675 г. След разгрома на въстанието, покумтуките престават да съществуват като племе. Много то тях се присъединяват към сококите и се оттеглят заедно с тях на север към Канада. Малки групички остават по поречието на Кънектикът до 1800 г., но впоследствие повечето от тях се присъединяват към мохиканите или се преместват в Шахтикок – Ню Йорк.